# Chagan (essai nucléaire)
Pour les articles homonymes, voir Chagan (homonymie).
Chagan (en russe : Чаган, du mongol Цагаан signifiant blanc) est un essai nucléaire souterrain soviétique mené sur le site d'essai de Semipalatinsk au Kazakhstan le 15 janvier 1965.
L'essai a créé le lac Chagan ou lac Balapan. D'un volume d’environ 10 000 000 m3, il est encore radioactif, et a été surnommé le « lac atomique ». Comme sur le site de Trinity, le premier essai d’une arme nucléaire par les États-Unis à Alamogordo, la roche exposée a fondu en une substance vitreuse.

## Description
Chagan fut le premier et le plus grand des 124 tirs du programme des explosions nucléaires pour l'économie nationale, conçu pour produire des explosions nucléaires pacifiques à des fins de terrassement. Le concept de l'utilisation des explosions nucléaires pacifiques pour créer des lacs artificiels, des ports et des canaux fut calqué sur le programme américain, l'opération Plowshare, dans le cadre duquel fut réalisée la première explosion nucléaire pacifique (cratère peu profond du tir Sedan de 104 kt) sur le site d'essais du Nevada en juillet 1962.
Décrit comme un « quasi clone » du tir Sedan, Chagan représentait l'équivalent de 140 kilotonnes de TNT et avait pour objet le creusement d'un grand cratère conique destiné à former un lac. Le site était un lit asséché de la rivière Chagan au bord du site d'essais de Semipalatinsk, et fut choisi de telle sorte que la lèvre du cratère fasse barrage à la rivière durant sa crue printanière. Le lac résultant a un diamètre de 408 mètres et une profondeur de 100 mètres.
Les explosions souterraines peu profondes, comme Sedan ou Chagan, ouvrirent des cratères et libérèrent dans l'atmosphère beaucoup de vapeur d'eau, de roches pulvérisées, avec environ 20 % des produits de fission. La grande majorité de ces retombées se déposa dans le périmètre du site de l'essai, mais elles produisirent également un panache radioactif, faible mais mesurable. Il fut détecté dans le cas de Chagan au-dessus du Japon ce qui entraîna une réaction diplomatique américaine à l'encontre des Soviétiques, pour violation des dispositions du traité d'interdiction partielle des essais nucléaires d'octobre 1963, qui interdisait les essais atmosphériques et toute explosion souterraine (ou « ouverte ») qui disperserait des « débris radioactifs en dehors des limites territoriales de l'État sous lequel la juridiction ou l’autorité l’explosion est menée ». L'affaire fut finalement abandonnée, et tous les plans soviétiques ultérieurs furent plus limités.
La photo du tir Chagan est parfois confondue avec celle de l'essai soviétique Joe 1. L'image correcte montre un nuage ramassé au niveau du sol, semblable à celui de Sedan, et différent du haut champignon atomique de Joe 1 (explosion depuis une tour),.